# Ileana Silaiová
Ileana Silaiová (14. října 1941, Kluž – 27. června 2025) byla rumunská atletka, běžkyně, halová mistryně Evropy v běhu na 1500 metrů.

## Sportovní kariéra
Startovala celkem na čtyřech olympijských hrách. Největšího úspěchu dosáhla hned při premiéře v Mexiku, kde získala stříbrnou medaili v běhu na 800 metrů. V následující sezóně obsadila v této disciplíně na mistrovství Evropy páté místo. Stříbrnou medaili vybojovala v běhu na 800 metrů rovněž na evropských halových šampionátech v letech 1971 a 1972. Na olympiádě v roce 1972 doběhla šestá ve finále v běhu na 800 metrů. Při další olympiádě v Montrealu v běhu na 800 metrů skončila v semifinále, v běhu na 1500 metrů nepostoupila z rozběhu. V roce 1978 se stala halovou mistryní Evropy v běhu na 1500 metrů. V sezóně 1979 dostala kvůli dopingu roční zákaz startu. Po skončení trestu startovala na olympiádě v Moskvě, kde skončila osmá v běhu na 1500 metrů.